# Keisuke Kurihara (piłkarz)
Keisuke Kurihara (jap. 栗原 圭介 Kurihara Keisuke; ur. 20 maja 1973) – japoński piłkarz występujący na pozycji pomocnika.

## Kariera klubowa
Od 1996 do 2009 roku występował w klubach Verdy Kawasaki, Shonan Bellmare, Sanfrecce Hiroszima, Albirex Niigata, Vissel Kobe i Tochigi SC.